# Klaus Hoffmann

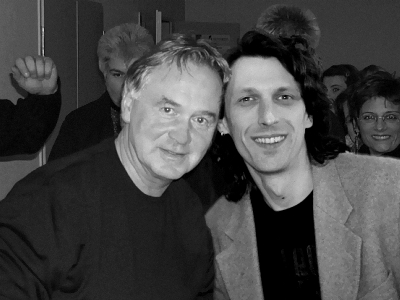
Klaus Hoffmann (a la izquierda), con el letrista Zeuschner.

Klaus Hoffmann (Berlín, 26 de marzo de 1951) es un cantautor alemán con residencia en Berlín. 

## Trayectoria artística
Comenzó su carrera como compositor y cantante a fines de la década de los 60 del siglo XX, en el Club Cultural Alternativo de Berlín. Después de viajar a Afganistán en 1968, comenzó a estudiar teatro en la Max-Reinhardt-Schule, de Berlín. 
Desde 1974, Hoffmann trabajó en producciones de televisión. En la que se hizo más notoria su participación fue en 1976 en la adaptación de la película Die Neunen Leiden des jungen W, de Ulrich Plenzdorfs. Con dicha aparición, ganó algunos premios en Alemania. Mientras trabajaba como actor, Hoffmann empezó a actuar como cantante y compositor. Lanzó su primer álbum en 1974 y desde entonces ha grabado más de 30 álbumes.

## LP/CD
- 1975: Klaus Hoffmann
- 1976: Was bleibt
- 1977: Ich will Gesang will Spiel und Tanz – Live
- 1978: Was fang ich an in dieser Stadt?
- 1979: Westend
- 1980: Ein Konzert
- 1982: Veränderungen
- 1983: Ciao Bella
- 1984: Konzert ’84* (PROMO EP)
- 1985: Morjen Berlin
- 1986: Wenn ich sing – Live
- 1987: Klaus Hoffmann
- 1989: Es muß aus Liebe sein
- 1990: Live 90
- 1991: Zeit zu leben
- 1993: Sänger
- 1994: Sänger Live
- 1995: Erzählungen
- 1996: Friedrichstadtpalast 20.00 Uhr
- 1997: Klaus Hoffmann singt Brel
- 1997: Brel – Die letzte Vorstellung – Live
- 1998: Hoffmann-Berlin
- 1998: Hoffmann-Berlin-Unplugged (Studio-Demos / limitiert)
- 1999: Mein Weg – 12 Klassiker
- 2000: Melancholia
- 2001: Melancholia Live
- 2001: Afghana – Eine literarische Reise – Live
- 2002: Insellieder
- 2003: Da wird eine Insel sein – Live
- 2004: Der Mann, der fliegen wollte – Live
- 2005: Von dieser Welt
- 2006: Von dieser Welt Konzertmitschnitt
- 2006: Wenn uns nur Liebe bleibt – Klaus Hoffmann singt Jacques Brel – Live
- 2008: Spirit

2008: Klaus Hoffmann singt Jacques Brel - in Paris (limitierte Sonderedition)

## Videos/DVD
- 1994: Sänger (VHS)
- 1999: Hoffmann - Berlin (VHS), concierto en Hamburgo.
- 2003: Insellieder (DVD), concierto en Maguncia.
- 2006: Von dieser Welt (DVD), concierto en Berlín.